# Fritch (Texas)
Fritch ist eine Stadt im Hutchinson County und Moore County im US-Bundesstaat Texas in den Vereinigten Staaten. Das U.S. Census Bureau hat bei der Volkszählung 2020 eine Einwohnerzahl von 1859 ermittelt.

## Geographie
Die Stadt liegt an der Texas State Route 136 im Südwesten des Hutchinson County, reicht bis in das Moore County und hat eine Gesamtfläche von 3,1 km2 ohne nennenswerte  Wasserfläche.

## Geschichte
Benannt wurde der Ort nach H. C. Fritch aus Chicago, einem Vizepräsidenten der Chicago, Rock Island and Pacific Railroad.

## Demografische Daten
Nach der Volkszählung im Jahr 2000 lebten hier 2.235 Menschen in 886 Haushalten und 679 Familien. Die Bevölkerungsdichte betrug 713,2 Einwohner pro km2. Ethnisch betrachtet setzte sich die Bevölkerung zusammen aus 95,53 % weißer Bevölkerung, 0,09 % Afroamerikanern, 1,66 % amerikanischen Ureinwohnern, 0,13 % Asiaten, 0,00 % Bewohnern aus dem pazifischen Inselraum und 1,30 % aus anderen ethnischen Gruppen. Etwa 1,30 % waren gemischter Abstammung und 4,30 % der Bevölkerung waren spanischer oder lateinamerikanischer Abstammung.
Von den 886 Haushalten hatten 34,7 % Kinder unter 18 Jahre, die im Haushalt lebten. 66,3 % davon waren verheiratete, zusammenlebende Paare. 8,1 % waren allein erziehende Mütter und 23,3 % waren keine Familien. 21,6 % aller Haushalte waren Singlehaushalte und in 11,7 % lebten Menschen, die 65 Jahre oder älter waren. Die Durchschnittshaushaltsgröße betrug 2,52 und die durchschnittliche Größe einer Familie belief sich auf 2,93 Personen.
26,4 % der Bevölkerung waren unter 18 Jahre alt, 7,5 % von 18 bis 24, 25,8 % von 25 bis 44, 24,0 % von 45 bis 64, und 16,4 % die 65 Jahre oder älter waren. Das Durchschnittsalter war 39 Jahre. Auf 100 weibliche Personen aller Altersgruppen kamen 98,1 männliche Personen. Auf 100 Frauen im Alter von 18 Jahren und darüber kamen 93,6 Männer.
Das jährliche Durchschnittseinkommen eines Haushalts betrug 2.098 USD, das Durchschnittseinkommen einer Familie 6.600 USD. Männer hatten ein Durchschnittseinkommen von 1.134 USD gegenüber den Frauen mit 1.860 USD. Das Prokopfeinkommen betrug 1.745 USD. 99,999 % der Bevölkerung und 99,5 % der Familien lebten unterhalb der Armutsgrenze. Davon waren 99,5 % Kinder und Jugendliche unter 18 Jahren und 100,0 % waren 65 oder älter.